# Фредерік Готьє
Фредерік Готьє (фр. Frédérik Gauthier; 26 квітня 1995, м. Лаваль, Канада) — канадський хокеїст, центральний нападник. Виступає за «Витязь» в Континентальній хокейній лізі.
Вихованець хокейної школи «АХМ Сен-Лен». Виступав за «Рімускі Осеанік» (QMJHL), «Торонто Мерліс», «Торонто Мейпл-Ліфс», «Аризона Койотс», «Тусон Роудраннерс», «Нью-Джерсі Девілс», «Ютіка Кометс», «Ажуа».
У складі молодіжної збірної Канади учасник чемпіонатів світу 2014 і 2015. У складі юніорської збірної Канади учасник чемпіонатів світу 2012 і 2013.
В чемпіонатах НХЛ — 178 матчів, у плей-оф — 8 матчів.
Досягнення
- Переможець молодіжного чемпіонату світу (2015)
- Переможець юніорського чемпіонату світу (2013)
- Володар Кубку Колдера в складі «Торонто Мерліс» — 2018.